# Skudduellen ved O.K. Corral
Skudduellen ved O.K. Corral var en duel, der fandt sted i Tombstone i Arizona-territoriet i USA 26. oktober 1881. Episoden blev efterfølgende en del af myten om Det Vilde Vesten, og den er blevet beskrevet i en lang række westernfilm og bøger lige siden.

## Skudduellen
Deltagerne i duellen var på den ene side Wyatt Earp og hans brødre Morgan og Virgil samt Doc Holliday og på den anden side Frank og Tom McLaury, Ike og Billy Clanton samt Billy Claiborne. Førstnævnte gruppe repræsenterede den formelle lov i byen, mens sidstnævnte gruppe blandt andet ernærede sig som kvægtyve. Virkeligheden var dog ikke sort/hvid, som den ofte er gjort til i film, idet Earp-gruppen ofte drog fordele af deres sherifstjerner i forhold til konkurrenter i byen (i spil og forretning), mens kvægtyvene ikke var specielt frygtede, idet de mest blev opfattet som unge mennesker med hang til spænding og i øvrigt omgængelige personer.
I forbindelse med det kommende valg til sherif havde Wyatt Earp brug for en succes, der kunne hjælpe ham til sejr. Et dilligenceoverfald tidligere på året med to dræbte var ikke endeligt opklaret, og Earp søgte at få Ike Clanton til at skaffe oplysninger om røveriet. Denne aftale trak Clanton ifølge Earp sig fra. I Clantons udlægning var Wyatt Earp og Doc Holliday bagmændene bag røveriet, og da Clanton vidste dette, ville Earp-gruppen lukke munden på ham ved at dræbe ham.
En række forskellige hændelser førte frem til konfrontationen, der kulminerede omkring kl. 3 om eftermiddagen med en skudduel, der varede i alt cirka et halvt minut. Duellen fandt sted ved en kvægfold (corral) i udkanten af byen. Earp-gruppen var entydigt sejrherrer i duellen, idet Billy Clanton samt Frank og Tom McLaury døde af deres skudsår, mens Ike Clanton og Billy Claiborne flygtede og forblev derved uskadte. Tre fra Earp-gruppen blev såret; Virgil Earp blev ramt i læggen, Morgan Earp i skulderen og Doc Holliday fik et strejfskud på hoften, mens Wyatt Earp slap uskadt.

## Eftertiden for de deltagende
Earp-gruppen blev i de første par dage betragtet som helte, men begravelsen af de døde cowboys, der var ret velhavende og afholdte, fik en del af byens borgere til at overveje situationen. Samtidig opstod der frygt for hævntogt fra de dødes kammerater, og det gik efterhånden op for byens befolkning, at omverdenen så anderledes negativt på episoden. Der opstod rygter om, at nogle af de døde var ubevæbnede og/eller havde overgivet sig, inden de blev skudt. 
En høring blev nu afholdt for at finde ud af, om der kunne rejses tiltale for mord, men den eneste anklage, der blev rejst, gik på at bruge Wyatt Earp og Doc Holliday, der ikke var sheriffer som hjælpesheriffer uden egentlig grund.
Nogle uger herefter blev Virgil Earp beskudt af en snigskytte, og han mistede førligheden af sin venstre arm herved. Tre måneder senere blev Morgan Earp myrdet bagfra i en mørk gyde. Dette gav anledning til et hævntogt fra Wyatt Earp, der drog ud og slog alle ihjel, som de mente var ansvarlige for disse to episoder. Efter dette forlod de distriktet permanent.
De øvrige duellanter levede videre, og et par af dem (Billy Claiborne og Ike Clanton) blev skudt i andre sammenhænge på senere tidspunkter, mens de resterende deltagere døde af naturlige årsager.

## Eftertidens vurdering
Skyldsspørgsmålet er i årene siden episoden blevet debatteret indgående. Duellen kan betragtes som et traditionelt opgør mellem lovens håndhævere og banditter, men samtidig ses den på den ene side som symbol på kampen mellem land og by og på den anden side som symbol på kampen mellem Nordstaterne og Sydstaterne, idet der kun var gået omkring 16½ år siden den amerikanske borgerkrigs afslutning.

## Duellen i fiktion
Som nævnt er duellen blevet en myte i historien om Det Vilde Vesten, og som sådan har den været genstand for mange fiktive beskrivelser, ikke mindst i film. Herunder følger et udpluk af film, der behandler episoden.
- Nybygger-sheriffen (Frontier Marshal, 1939)
- My Darling Clementine (1946)
- Sheriffen fra Dodge City (Gunfight at the O.K. Corral, 1957)
- Seksløberens time (Hour of the Gun, 1967)
- Tombstone (1993)
- Wyatt Earp (1994)